# Симиновци
Симиновци је била неформална група студената која се  окупљала у периоду од 1946 до 1950 у стану у ком су собу имали Борислав Михајловић Михиз, касније утицајни културни радник и критичар, и Војислав Ђурић, историчар уметности. Тада студенти, они су становали у делу зграде који је одузет од стране власти Изабели Ристић, удовици бригадног генерала Станоја Ристића. Адреса је била Симина улица бр. 2А, и по њој је група добила име, и налазила се преко пута затвора Главњаче. Врло брзо ова студентска соба постала је стециште младе београдске интелигенције, и била својеврсни бунт студената против репресивног режима. Због Михизових испада, који су му донели проблеме са комунистичком влашћу (пре свега сукоб са Радованом Зоговићем на књижевној вечери на којој је присуствовао и Мирослав Крлежа, као и објављивање песме против политичког у књижевности у својој збирци поезије у ком су критиковани између осталог и Густав Крклец и Десанка Максимовић), Воји је наређено да се склони од Михиза пошто је био члан Партије, и након тога група је неко време постојала на Чубури, у стану трговца Алексе Стојковића, оца глумца Бате Стојковића. Чланове групе од самовоље и освете власти и других невоља, често је спашавао Добрица Ћосић, који је такође долазио у Симину улицу и био део њиховог друштва, а тада био веома утицајан у политичким круговима. Ово у својим биографијама наводе и Михиз (Аутобиографија о другима), као и Дејан Медаковић у Ефемерису 3. По Михизу, били су у Београду "најпознатији, најгрлатији социјалистички декаденти и анархисти у београдској младој интелегенцији". Чланови ове групе помињу се и у мемоарима Добрице Ћосића Пријатељи.

## Чланови
- Борислав Михајловић Михиз, књижевник и критичар, пореклом из свештеничке породице из Ирига
- Војислав Ђурић, историчар уметности и комуниста из радничке породице
- Павле Ивић, слависта
- Дејан Медаковић, историчар уметности, потиче из богате породице из Загреба
- Добрица Ћосић, књижевник и утицајни партизан и политички функционер
- Михаило Ђурић, филозоф, касније као професор осуђен на робију због своје подршке студентским демонстрацијама у Југославији 1968.
- Мића Поповић, назван Фама Фамић од другова, сликар, забрањиван и хапшен, један од сликара који су прешли у Задар
- Мирко Борота,[3] студент историје уметности и песник, бивши партизан и логораш (песме Глад и Дрина су му објављене у Младом Борцу), његовог оца партизанског командира Стевана Бороту обесили су у Ваљеву 1941.
- Воја Кораћ, архитекта, и комуниста
- Стојан Суботин,[4] студент славистике и касније преводилац са пољског и професор
- Петар Омчикус, сликар
- Бата Михаиловић, сликар
- Мац Шинжар, комуниста и студент биологије
- Живорад Стојковић,[5] књижевни критичар,[6] есејиста, издавач и пријатељ Исидоре Секулић
- Студенткиње које су долазиле у Симину улицу (по Михизовој аутобиографији) су Споменка, Јованка, Мира, Верица, Јелица, Милица, Милка, Војка. Наводи се да је Јованка кћер Сретена Стојановића,[7] вајара, и да им је она често доносила храну.